# Prism (album de Katy Perry)
Pour les articles homonymes, voir Prism.
Albums de Katy Perry
Teenage Dream
(2012) Witness
(2017)
Singles
1. Roar
Sortie : 10 août 2013
2. Unconditionally
Sortie : 16 octobre 2013
3. Dark Horse
Sortie : 17 décembre 2013
4. Birthday
Sortie : 21 avril 2014
5. This Is How We Do
Sortie : 11 août 2014

PRISM est le quatrième album studio de l'auteure-compositrice-interprète américaine Katy Perry. Il est sorti le 21 octobre 2013 chez Capitol Records.
Le premier single extrait de l'album, Roar, se classe en tête du Billboard Hot 100, tout comme le titre Dark Horse. Trois autres singles seront extraits : Unconditionally, Birthday et This Is How We Do.
Fin 2015, l'album s'était écoulé à plus de 4 millions d'exemplaires dans le monde.

## Genèse et production
Le créateur Johnny Wujek, qui a conçu de nombreux costumes pour le California Dreams Tour de Katy, a déclaré dans une interview en juillet 2012 : « Littéralement, l'autre jour, nous avons entendu cette nouvelle chanson pour son prochain album et je me suis dit, oh mon dieu, j'imagine déjà le clip et Katy se disait je vois le clip aussi, et nous étions totalement sur la même longueur d'onde ». La chanteuse a rapporté à Billboard à la fin de 2012 qu'elle voulait prendre un certain temps avant de commencer l'enregistrement de son troisième album, affirmant :

« Je suis une adulte et ce que je ne vais pas faire sera de me dépêcher à l'échec, à me tirer une balle dans le pied. J'ai besoin de vivre et j'ai donc quelque chose d'intéressant à raconter. Ça a toujours été le cas pour moi... Je sais exactement quel genre d'album disque je veux créer. Je vois déjà la pochette, la couleur et le ton… Je sais même quel type de tournée je ferai. Je serai très heureuse si la vision que j'ai dans ma tête devenait une réalité. »

Cependant, Katy Perry a mentionné qu'elle ne veut pas que l'album soit un Teenage Dream 2.0 : « Ce serait stupide. Ça n'a aucun intérêt pour moi d'essayer de me surpasser sur tous les angles. Finalement, vous aimez tout simplement que ça explose ». Enfin, elle a ajouté qu'elle n'était « pas encore en studio. « C'est un peu comme peindre en bleu la chambre d'un bébé avant de savoir qu'il s'agit en fait d'un garçon. Je dois laisser la musique prendre forme en premier. Je fais de petites choses ici et là. J'étais juste dans le studio avec un autre artiste et il s'est avéré bon, je vais commencer à dépoussiérer les roues juste un peu, je suis allé avec des personnes en novembre 2012 et nous avions essayé des collaborations amusantes et inimaginables. » Perry a déclaré que le disque devrait contenir des éléments plus sombres, par rapport à sa musique précédente.

## Singles
- Roar
- Unconditionally
- Dark Horse
- Birthday
- This Is How We Do

## Liste des pistes
| No  | Titre                                | Auteur                                                              | Réalisateur(s)           | Durée |
| --- | ------------------------------------ | ------------------------------------------------------------------- | ------------------------ | ----- |
| 1.  | Roar                                 | Katy Perry, Lukasz Gottwald, Max Martin, Bonnie McKee, Henry Walter | Dr. Luke, Martin, Cirkut | 3:42  |
| 2.  | Legendary Lovers                     | Perry, Gottwald, Martin, McKee, Walter                              | Dr. Luke, Martin         | 3:44  |
| 3.  | Birthday                             | Perry, Gottwald, Martin, McKee, Walter                              | Dr. Luke, Martin         | 3:35  |
| 4.  | Walking on Air                       | Perry, Martin, Klas Åhlund, Caméla Leierth, Adam Baptiste           | Åhlund                   | 3:42  |
| 5.  | Unconditionally                      | Perry, Gottwald, Martin, Walter                                     | Dr. Luke, Cirkut         | 3:49  |
| 6.  | Dark Horse (featuring Juicy J)       | Perry, Gottwald, Martin, Walter, Sarah Hudson, Jordan Houston       | Dr. Luke, Martin         | 3:35  |
| 7.  | This Is How We Do                    | Perry, Martin, Åhlund                                               | Åhlund, Martin           | 3:24  |
| 8.  | International Smile                  | Perry, Gottwald, Martin, Walter                                     | Dr. Luke, Cirkut         | 3:48  |
| 9.  | Ghost                                | Perry, Gottwald, Martin, McKee, Walter                              | Dr. Luke, Cirkut         | 3:23  |
| 10. | Love Me                              | Perry, Martin, Christian Karlsson, Vincent Pontare, Magnus Lidehäll | Bloodshy                 | 3:53  |
| 11. | This Moment                          | Perry, Mikkel Eriksen, Tor Erik Hermansen, Benjamin Levin           | Stargate, Benny Blanco   | 3:47  |
| 12. | Double Rainbow                       | Perry, Sia Furler, Greg Kurstin                                     | Greg Kurstin             | 3:52  |
| 13. | By the Grace of God                  | Perry, Greg Wells                                                   | Wells                    | 4:28  |
| 14. | Spiritual (Deluxe Edition)           | Perry, Greg Kurstin, John Mayer                                     | Greg Kurstin             | 4:36  |
| 15. | It Takes Two (Deluxe Edition)        | Perry, Eriksen Hermansen, Levin, Emeli Sandé                        | Stargate, Blanco         | 3:54  |
| 16. | Choose Your Battles (Deluxe Edition) | Perry, Wells, Jonatha Brooke                                        | Wells                    | 4:27  |

## Classements hebdomadaires
| Classement (2012-2013)             | Meilleure position |
| ---------------------------------- | ------------------ |
| Allemagne (Media Control AG)       | 4                  |
| Australie (ARIA)                   | 1                  |
| Autriche (Ö3 Austria Top 40)       | 3                  |
| Belgique (Flandre Ultratop)        | 5                  |
| Belgique (Wallonie Ultratop)       | 7                  |
| Canada (Canadian Albums)           | 1                  |
| Danemark (Tracklisten)             | 4                  |
| Écosse (OCC)                       | 1                  |
| Espagne (Promusicae)               | 3                  |
| États-Unis (Billboard 200)         | 1                  |
| Finlande (Suomen virallinen lista) | 15                 |
| France (SNEP)                      | 4                  |
| Hongrie (Mahasz)                   | 10                 |
| Irlande (IRMA)                     | 1                  |
| Italie (FIMI)                      | 5                  |
| Norvège (VG-lista)                 | 3                  |
| Nouvelle-Zélande (RIANZ)           | 1                  |
| Pays-Bas (Mega Album Top 100)      | 4                  |
| Pologne (Albums Chart)             | 34                 |
| Portugal (AFP)                     | 10                 |
| Royaume-Uni (UK Albums Chart)      | 1                  |
| Suède (Sverigetopplistan)          | 3                  |
| Suisse (Schweizer Hitparade)       | 2                  |

## Certifications
| Pays             | Certification    | Ventes    |
| ---------------- | ---------------- | --------- |
| Allemagne        | Or               | 100 000   |
| Australie        | 5 × Platine      | 350 000   |
| Autriche         | 2 × Platine      | 30 000    |
| Brésil           | Platine          | 75 000    |
| Canada           | 2 × Platine      | 200 000   |
| Chine            | Or               | 10 000    |
| États-Unis       | 5 × Platine      | 5 000 000 |
| Finlande         | Platine          | 20 000    |
| France           | Platine          | 130 000   |
| Irlande          | Or               | 7 500     |
| Italie           | Or               | 25 000    |
| Japon            |                  | 92 000    |
| Mexique          | 2 × Platine + Or | 150 000   |
| Norvège          | Or               | 15 000    |
| Nouvelle-Zélande | 2 × Platine      | 30 000    |
| Philippines      | 4 × Platine      | 60 000    |
| Pologne          | 2 × Platine      | 40 000    |
| Royaume-Uni      | Platine          | 380 000   |
| Suède            | Platine          | 40 000    |
| Suisse           | Or               | 15 000    |
| Taïwan           | Platine          | 20 000    |

## Historique de sortie
| Pays        | Date            | Label                      |
| ----------- | --------------- | -------------------------- |
| Allemagne   | 18 octobre 2013 | EMI Music, Universal Music |
| Royaume-Uni | 21 octobre 2013 | Virgin EMI Records         |
| France      | 21 octobre 2013 | Capitol Records            |
| États-Unis  | 22 octobre 2013 | Capitol Records            |
| Japon       | 23 octobre 2013 | Universal Music            |
| Colombie    | 23 octobre 2013 | Universal Music            |
| Australie,  | 25 octobre 2013 | EMI Music, Universal Music |

## Tournée mondiale
L'album PRISM est l'occasion pour la chanteuse d'effectuer une nouvelle tournée mondiale, le Prismatic World Tour, durant laquelle elle interprète de nouveaux titres et quelques-uns de ses plus grands succès.